# Traspontí

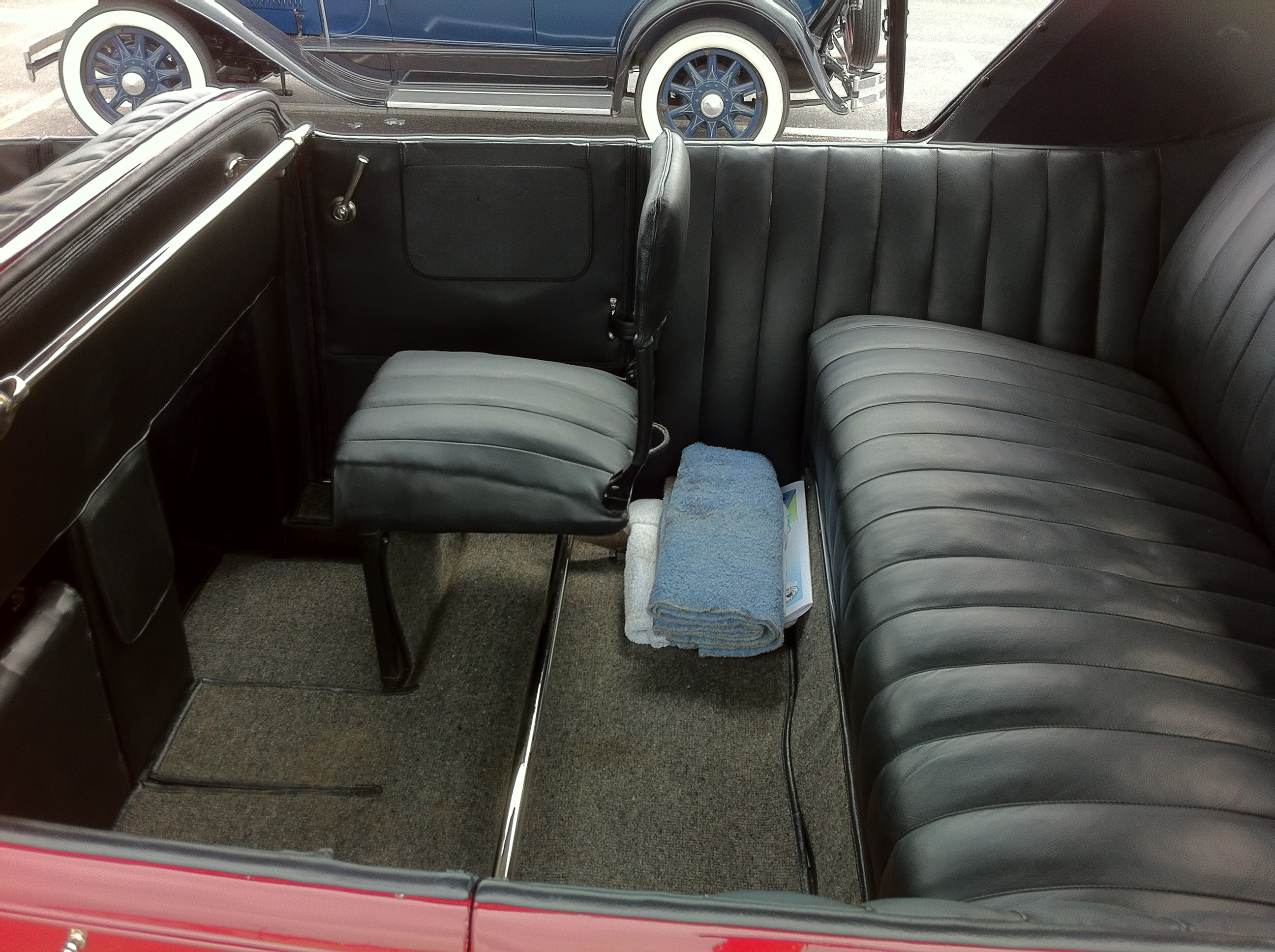
Traspontí d’un Hudson Phaeton de 1921.

En vehicles, espais habitables i aplicacions semblants, un traspontí és un seient auxiliar, més petit i que es pot plegar.
Amb certa freqüencia un sistema de molles manté el seient plegat. Per a desplegar-lo cal actuar contra les molles fent un esforç moderat.
Un traspontí és un cas particular de seient plegable. En posició plegada la superfície i el volum ocupats són inferiors als valors corresponents a la posició desplegada.
Als anys cinquanta del segle passat, alguns taxis de Madrid i Barcelona disposaven de traspontins.

## Origen del terme
Algunes opinions indiquen el terme italià «strapuntino». Una obra italiana esmenta l’origen francès del mot: «strapontin».
- 1771. «Strapontin» en francès.[5]
- 1771. «Strapontin» en francès.[6]
- 1876. "Carriage jump-seat".[7]
- 1780. "Strapuntino" en italià.[8]
- 1817. «Transportín», en castellà, en el Diccionario de la Real Academia.
- 1836. «Trasportín» castellà i «traspontí» català. En un diccionari castellà-català.[9]

## Carruatges
Alguns cotxes de cavalls i algunes carrosses, a més dels seients normals, tenien traspontins. Un llibre francès de fusteria per a carrossers (1771) descriu diverses formes de «strapontins» (làmina 199 i text).
- El 1788, Thomas Jefferson demanava un traspontí especial per al seu ús en el carruatge personal.[10]

## Ferrocarrils
Els cotxes i vagons poden incorporar traspontins dissenyats en origen. També podien afegir-se traspontins senzills per a transport de tropes.

## Autobusos
Hi ha autobusos actuals, especialment els urbans, que disposen de traspontins. En posició plegada deixen més espai per a cadires de rodes, cotxes d'infants, bicicletes o equipatge.

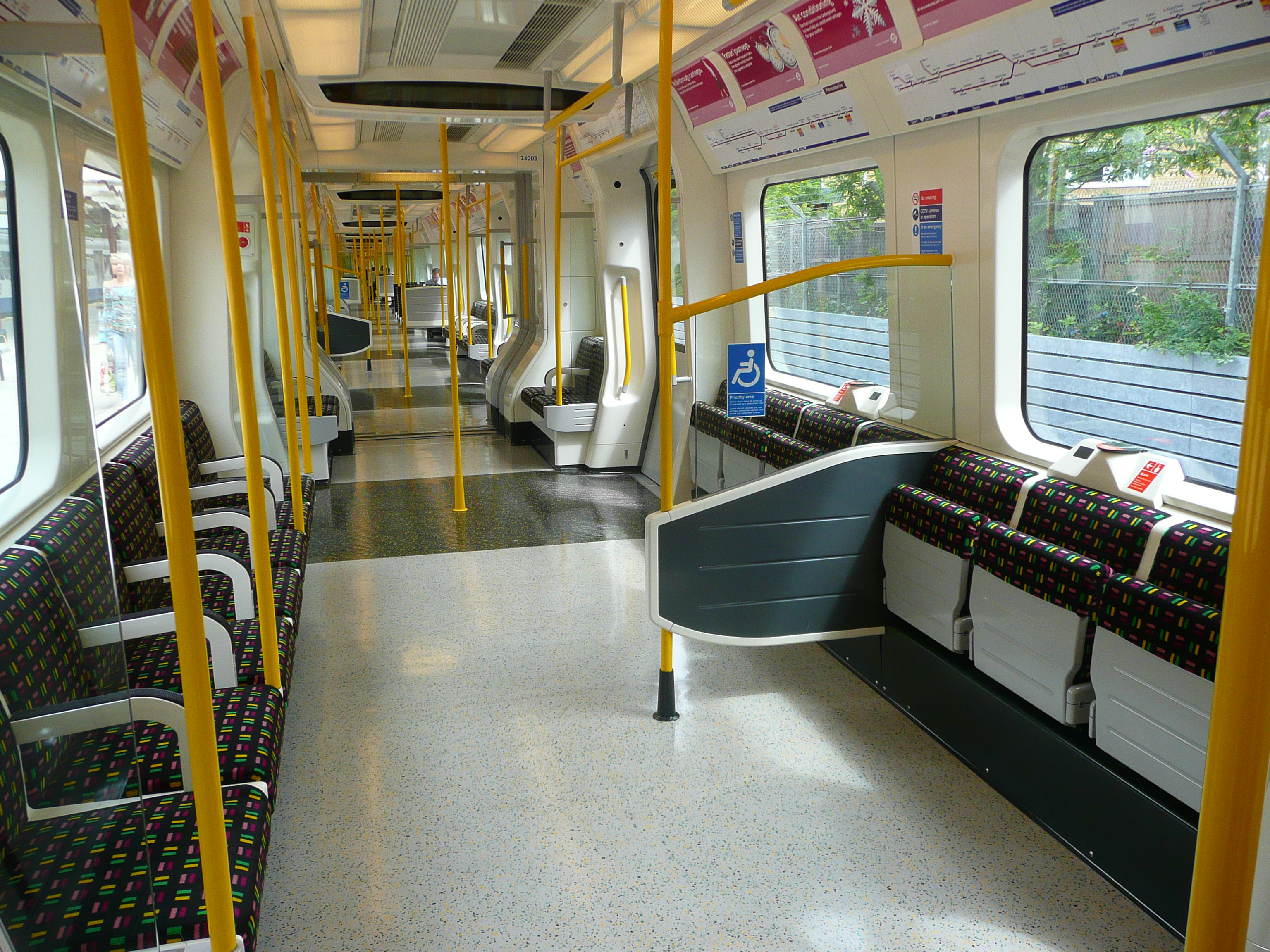
Traspontins plegats en un metro. A la dreta.
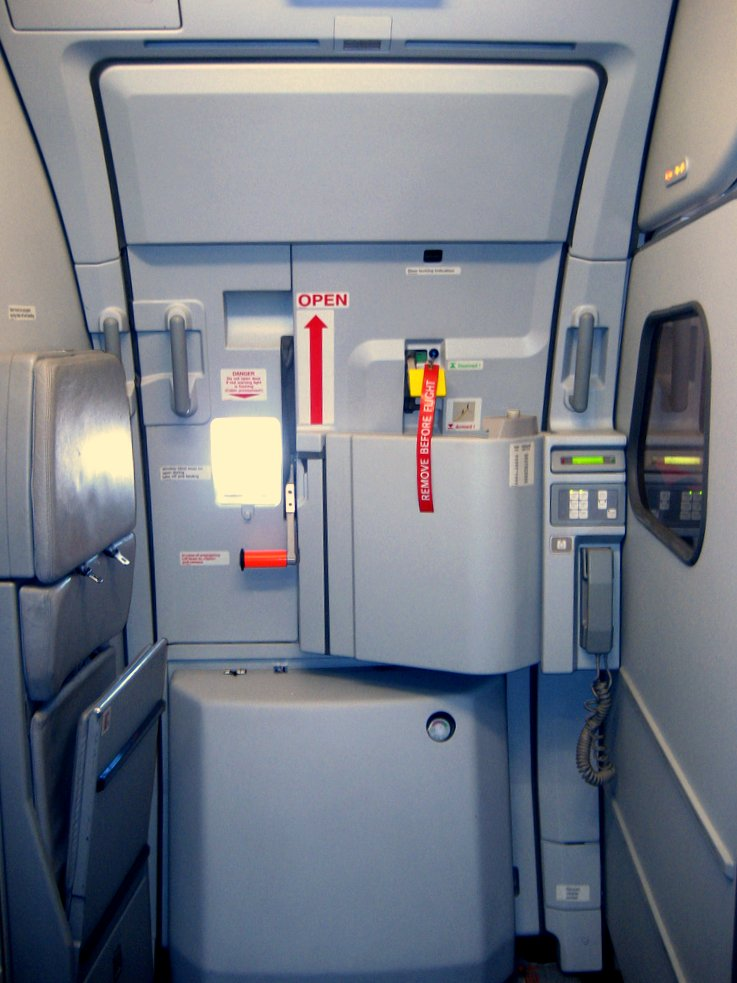
Traspontí en un Airbus A319, al costat de la porta. A baix a l'esquerra.

## Avions
En els avions comercials els auxiliars de vol disposen de traspontins. Hi ha documentació important sobre la comoditat i la seguretat d'aquests seients.

## Teatres

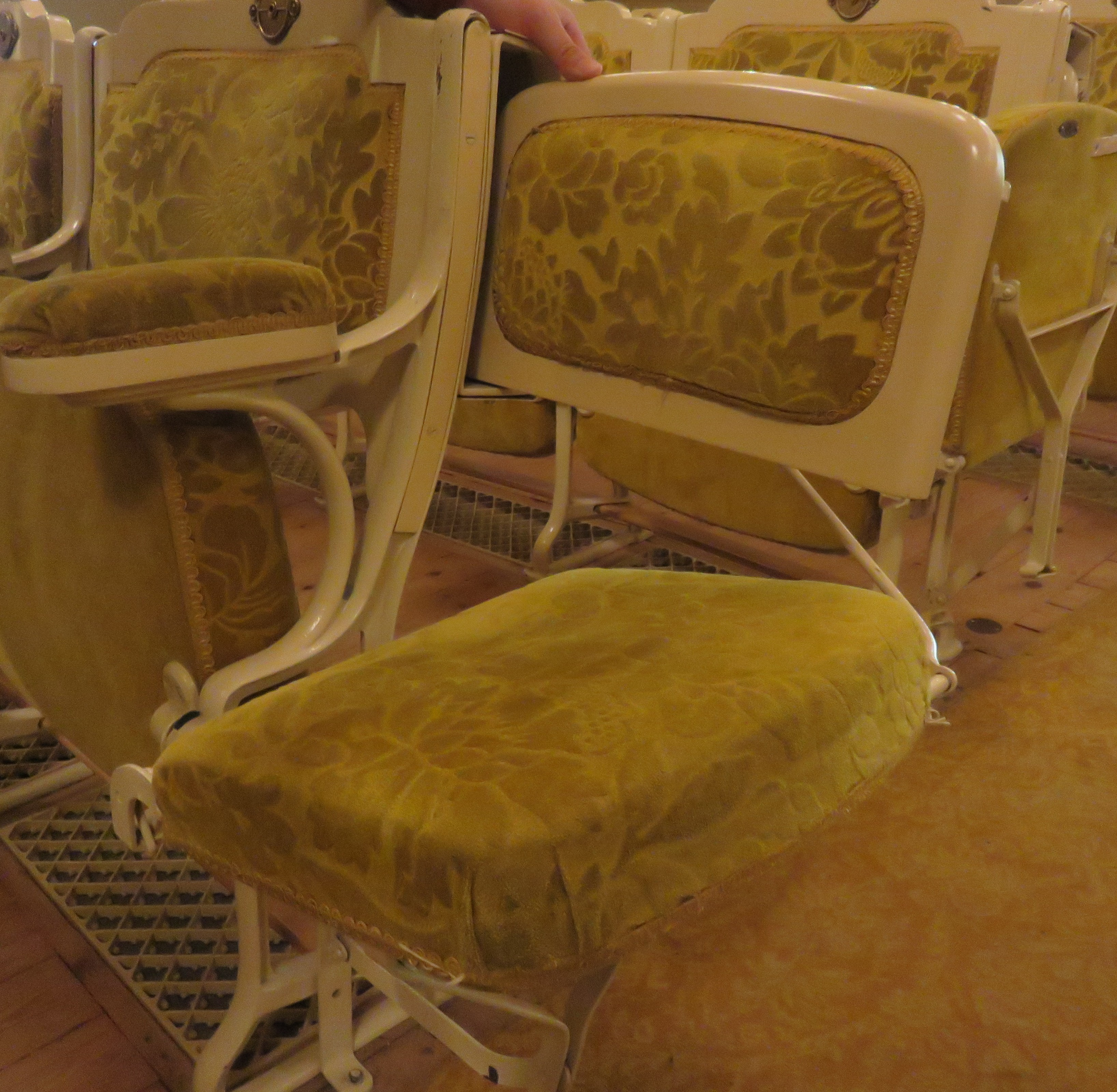
Traspontí de l’Òpera de Vichy.

En molts teatres tradicionals, a més dels seients normals, hi havia traspontins. Era relativament freqüent que alguns espectadors assistissin a la representació drets. Amb l'opció de llogar un traspontí. Un llibre sobre automòbils parla dels traspontins de l'Òpera de Paris.

## Edificis públics
Alguns edificis públics poden oferir traspontins, a més de les sales d’espera convencionals, per a millorar la comoditat dels usuaris en hores punta o situacions excepcionals.

## Traspontins de maleter
Els traspontins de maleter són una variant del model general que fou relativament popular en els automòbils dels anys vint del segle passat. La forma més típica aprofitava la tapa del maleter que basculava formant part del respatller del seient. El passatger o passatgers quedaven a l’exterior, sense cap protecció contra els elements atmosfèrics.

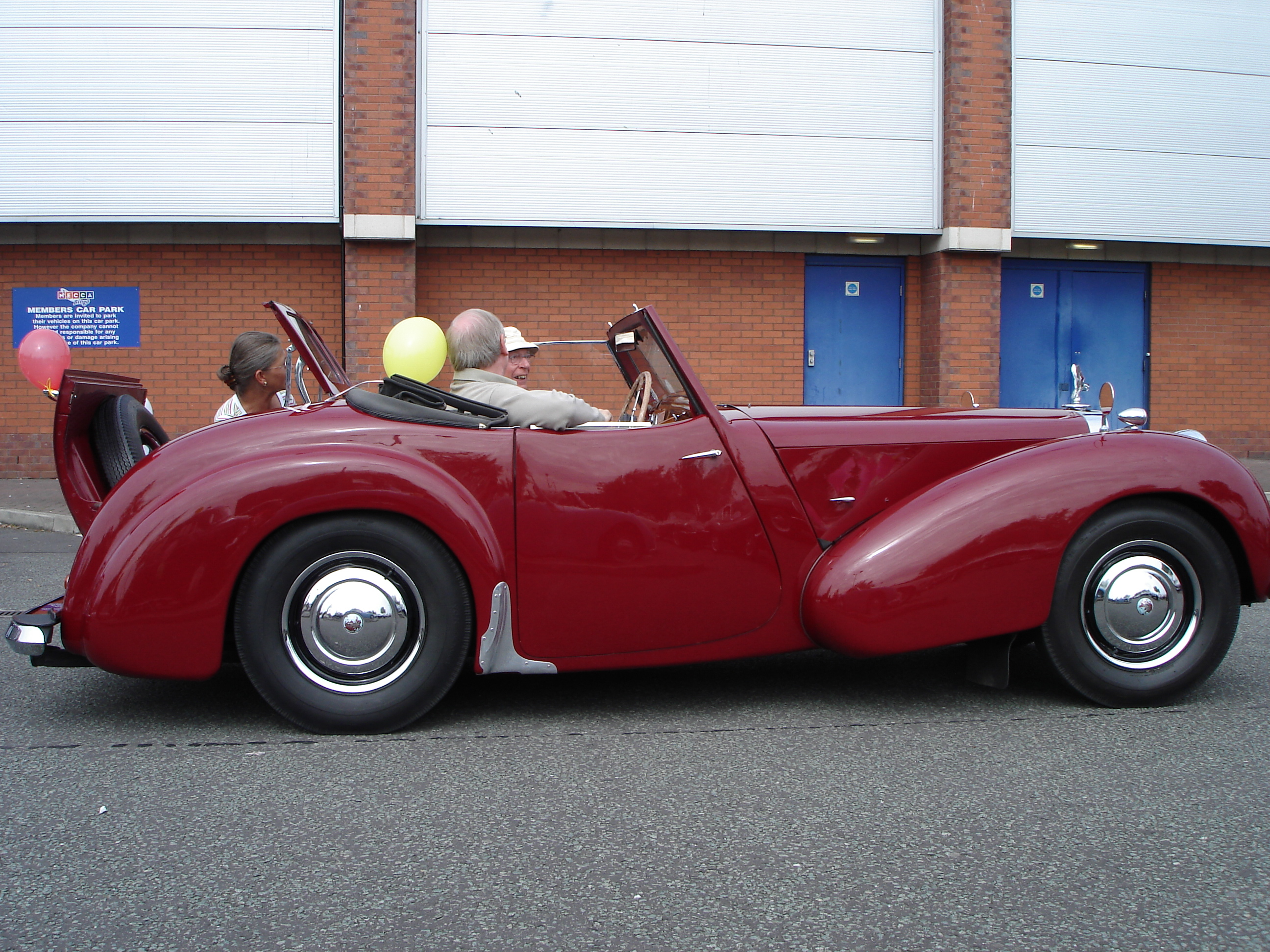
Triumph 1800 Roadster . Vista de costat.
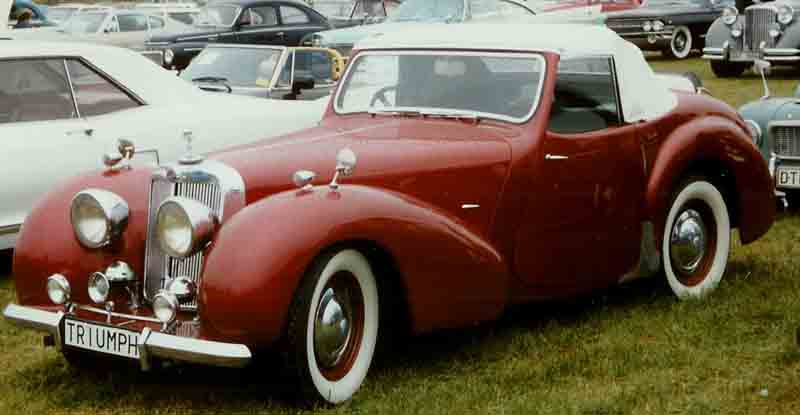
Triumph 1800 Roadster amb la capota posada.
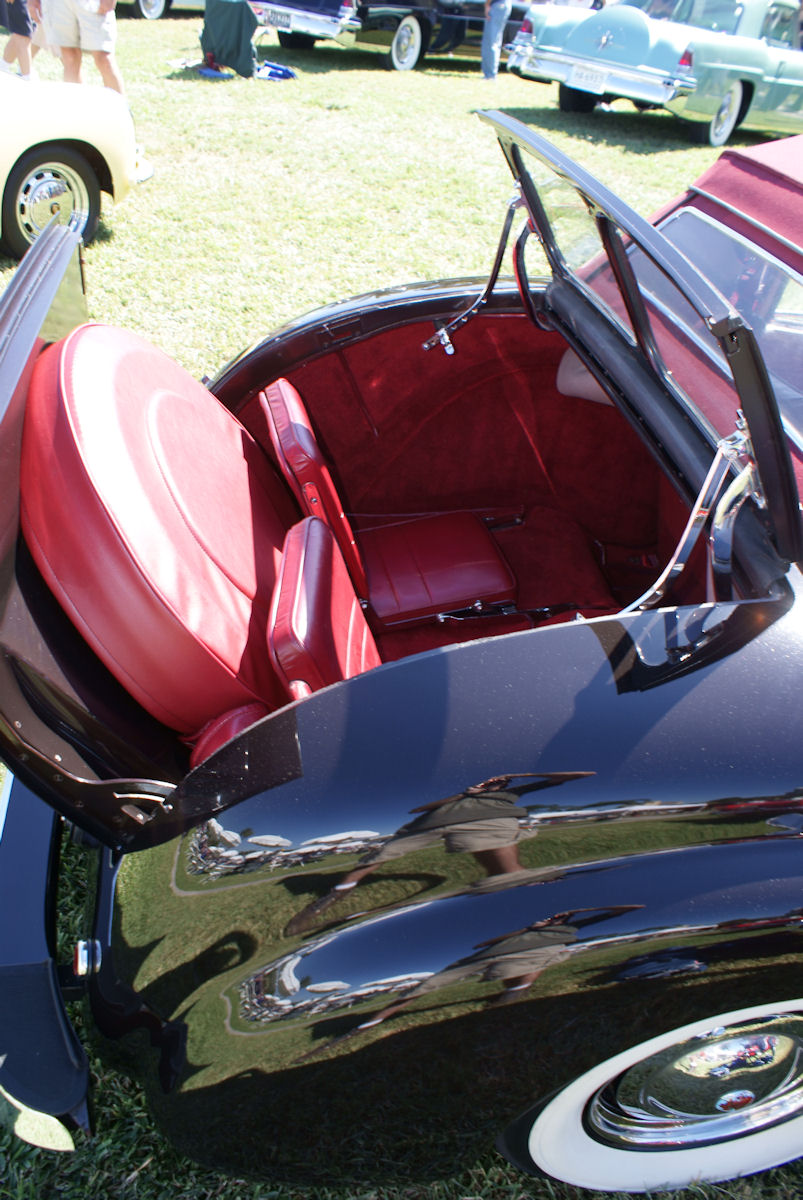
Triumph 1800 Roadster amb traspontí de maleter obert.

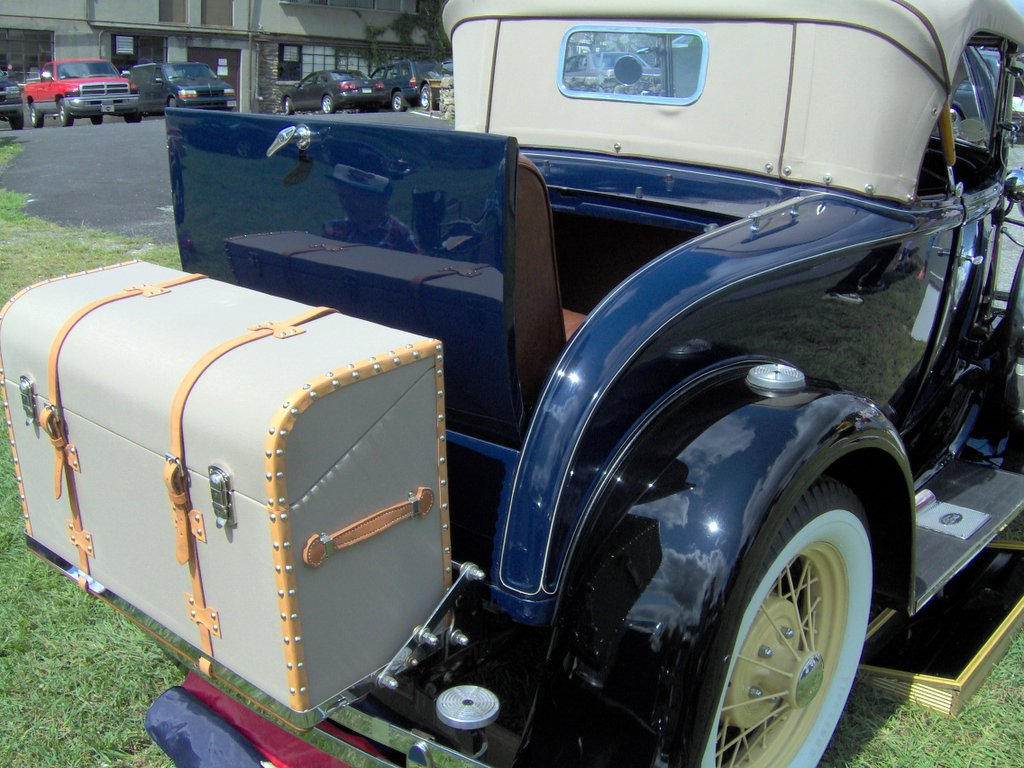
Traspontí en un Ford model A.
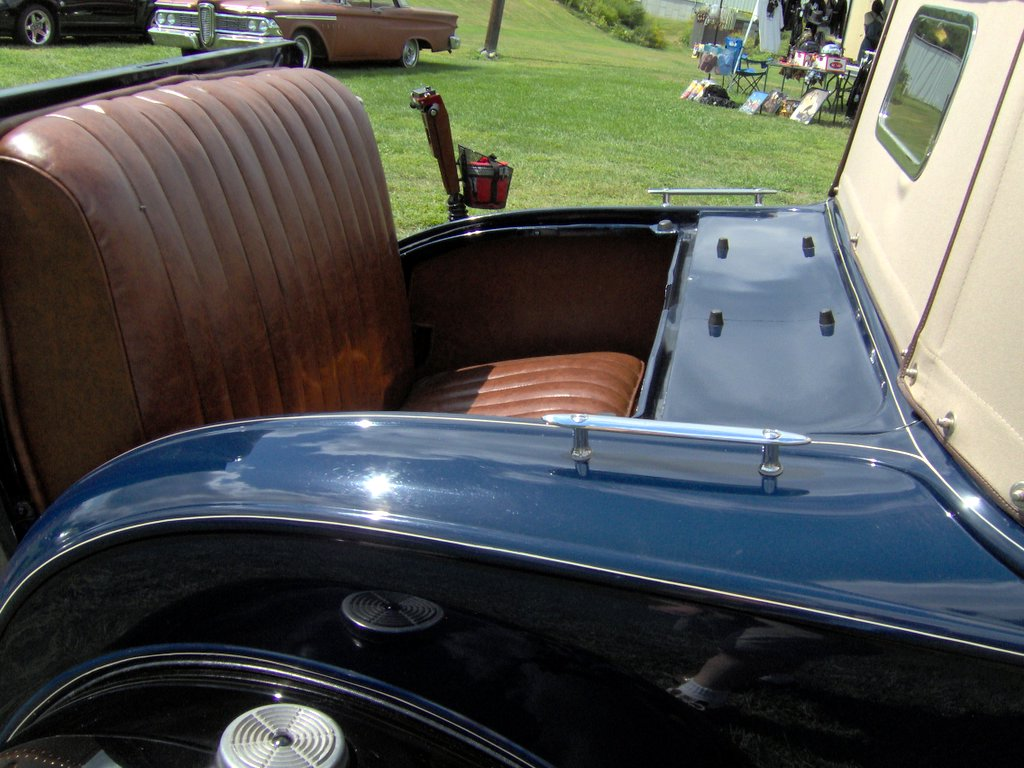
Detall d’un traspontí en un Ford model A.